# Acacia spectabilis
Acacia spectabilis är en ärtväxtart som beskrevs av George Bentham. Acacia spectabilis ingår i släktet akacior, och familjen ärtväxter. Inga underarter finns listade i Catalogue of Life.